# 玖島城

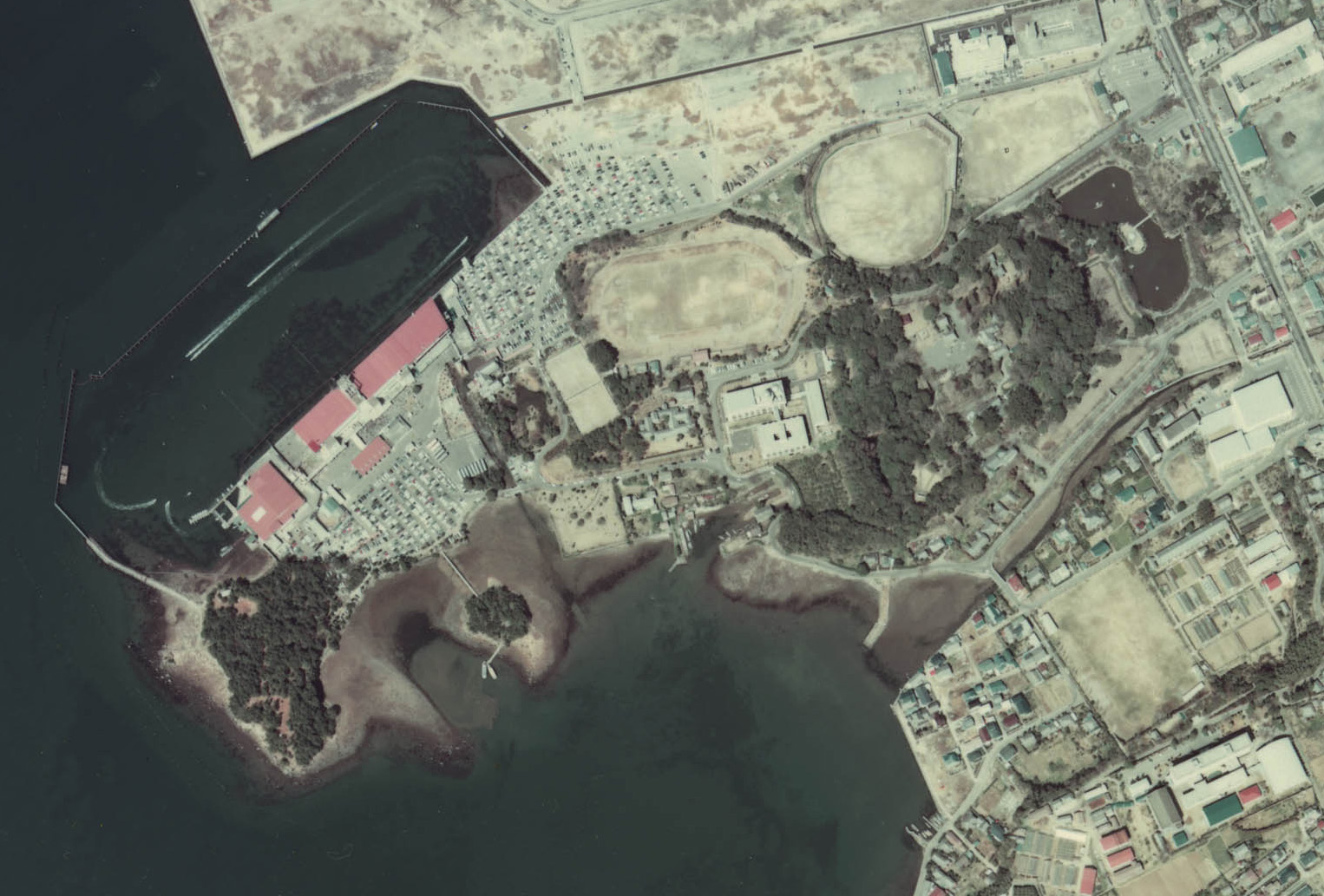
玖島城の航空写真
（1974年撮影・国土航空写真）

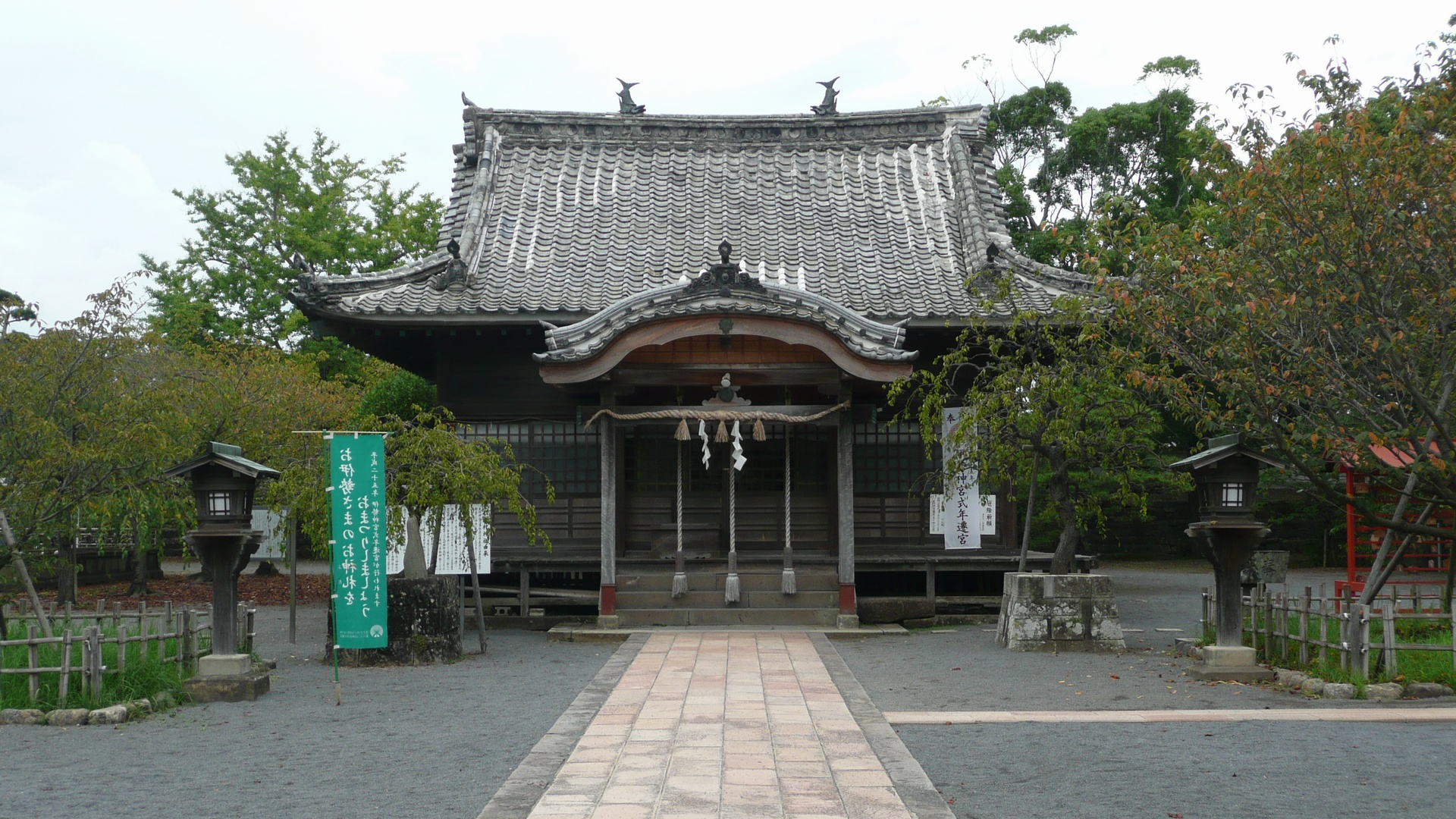
大村神社社殿

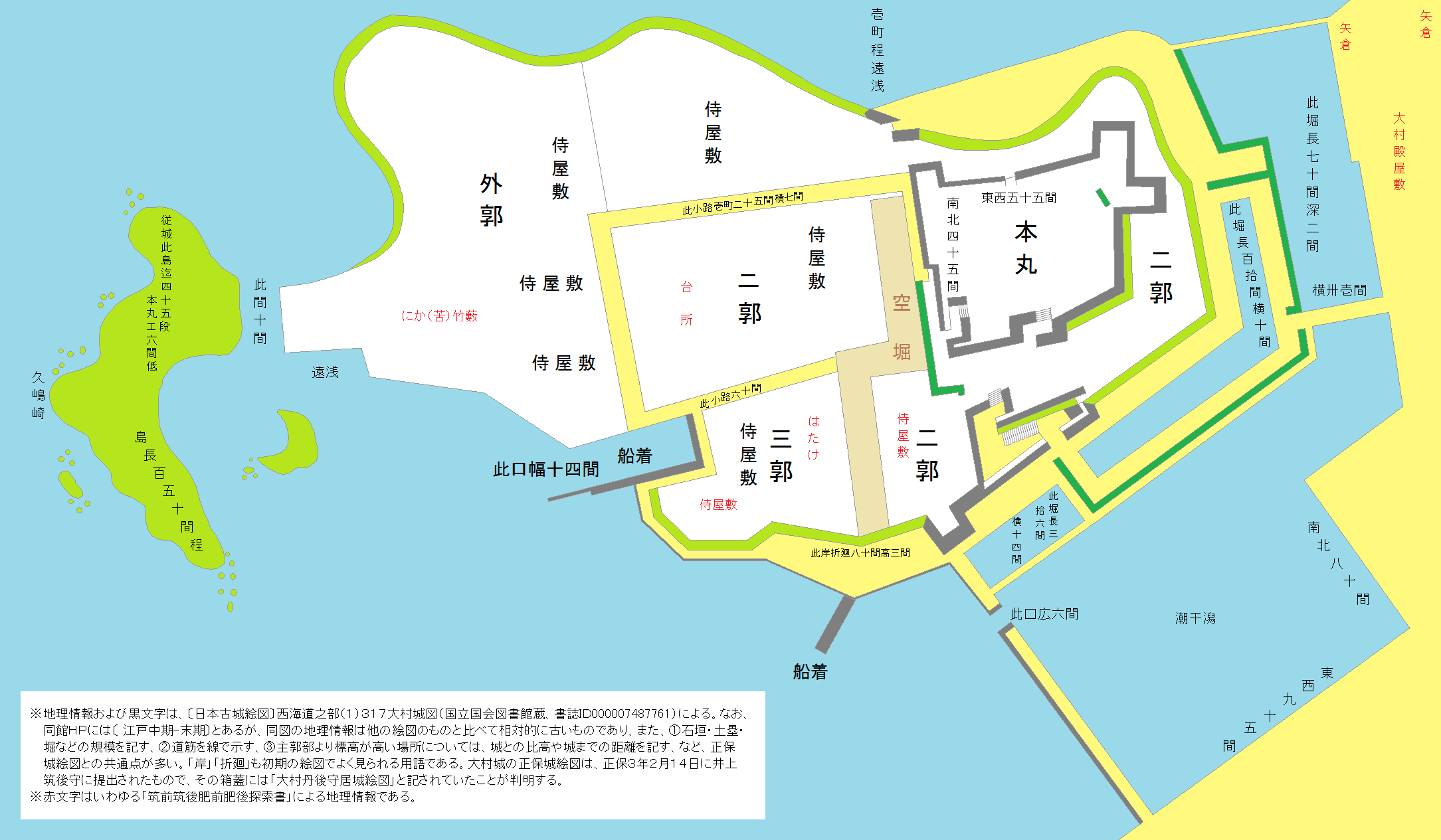
肥前国大村城（長崎県大村市）の地図

玖島城（くしまじょう）は、長崎県大村市玖島にあった日本の城。

## 概要
城は大村湾に突き出した半島の先端に築城された平山城で、本丸、二の丸、三の丸から構成される。本丸は比高15ｍ程度、面積9,458平方メートル（2,861坪）のほぼ四角形（東西約55間、南北約45間）で、石垣で囲まれており、西に虎口門、南に台所門、北に搦手門の3つの虎口を持つが、天守は建造されなかった。二の丸は29,921平方メートル（9,051坪）で石垣は無く中央に大規模な空堀を持つ。三の丸は半島先端の79,091平方メートル（23,921坪）の広大な平地でお船蔵や船関連の役所が置かれている。また堀は全て海を利用したものであり海城の特徴を備えている。城の北側は遠浅であったため、浅瀬を伝っての敵兵の侵入を阻止するために、海中に捨堀が築かれていたが（現在は城の北側は埋め立てられている）、これは本城以外には見られないものである。本丸および南側の堀の石垣が現存し、1992年（平成4年）には板敷櫓が再建されている。
現在は大村公園となっており、天然記念物のオオムラザクラや菖蒲など季節折々の花が咲いている。日本さくら名所100選に選定されている。
本丸跡は大村神社の境内となっており、築城者である大村喜前の遺徳碑や最後の藩主となった大村純熈の像がある。

## 沿革
大村氏は鎌倉時代よりこの地の地頭として、大村地方を領有してきた。1587年（天正15年）、時の領主であったキリシタン大名大村純忠は、豊臣秀吉の九州征伐の際に嫡子大村喜前（嘉前）を秀吉軍に参陣させ領土を安堵された。喜前も父と同じくキリシタン大名であったが、後に日蓮宗に改宗している。1598年（慶長3年）の秀吉死後、政情不安に備えて玖島城の築城に着手し、翌1599年（慶長4年）には早くも三城城から居城を移した。喜前は朝鮮出兵に参陣しているが、慶長の役の順天城の戦い（1598年）では、喜前を含む日本軍の五大名は3倍以上の兵力を有する明・朝鮮軍を撃退している。この三方が海に面した順天城を参考にして築城場所が選ばれた。江戸幕府開府後も同地を領有し、大村藩（2万7000石）として明治維新まで存続した。城はその藩庁としての役割を果たした。
築城当時は北側が大手で、石垣は自然石を使った野面積みで築かれた。1614年（慶長19年）より大村純頼（1616年に第2代藩主となる）によって拡張・改修され、大手を南にし、打ち込み接ぎと呼ばれる工法で石の角や面を加工し、高く反り返る美しい扇の勾配をもつ石垣へと作り変えられた。この際、喜前と親しかった加藤清正により設計指導を受けたとされる（但し、着工前の1611年に清正は死去している）。その後明治維新まで大規模な改築などは行われていない。明治維新後、1871年（明治4年）に廃城となり、建造物は破却された。1884年（明治17年）、本丸跡に大村氏歴代を祀る大村神社が建立された。
1992年（平成4年）には板敷櫓が再建されている。

## 文化財等
- 旧梶山御殿 - 第10代藩主の大村純昌の代に別邸として建てられた。現在は大村市所有で「大村市教育の館」として教育施設として使用されている。
- お船蔵跡 - 藩主が使用した御座船等の藩所有の船が格納されていた。長崎県指定史跡。